# Hindelanger Klettersteig

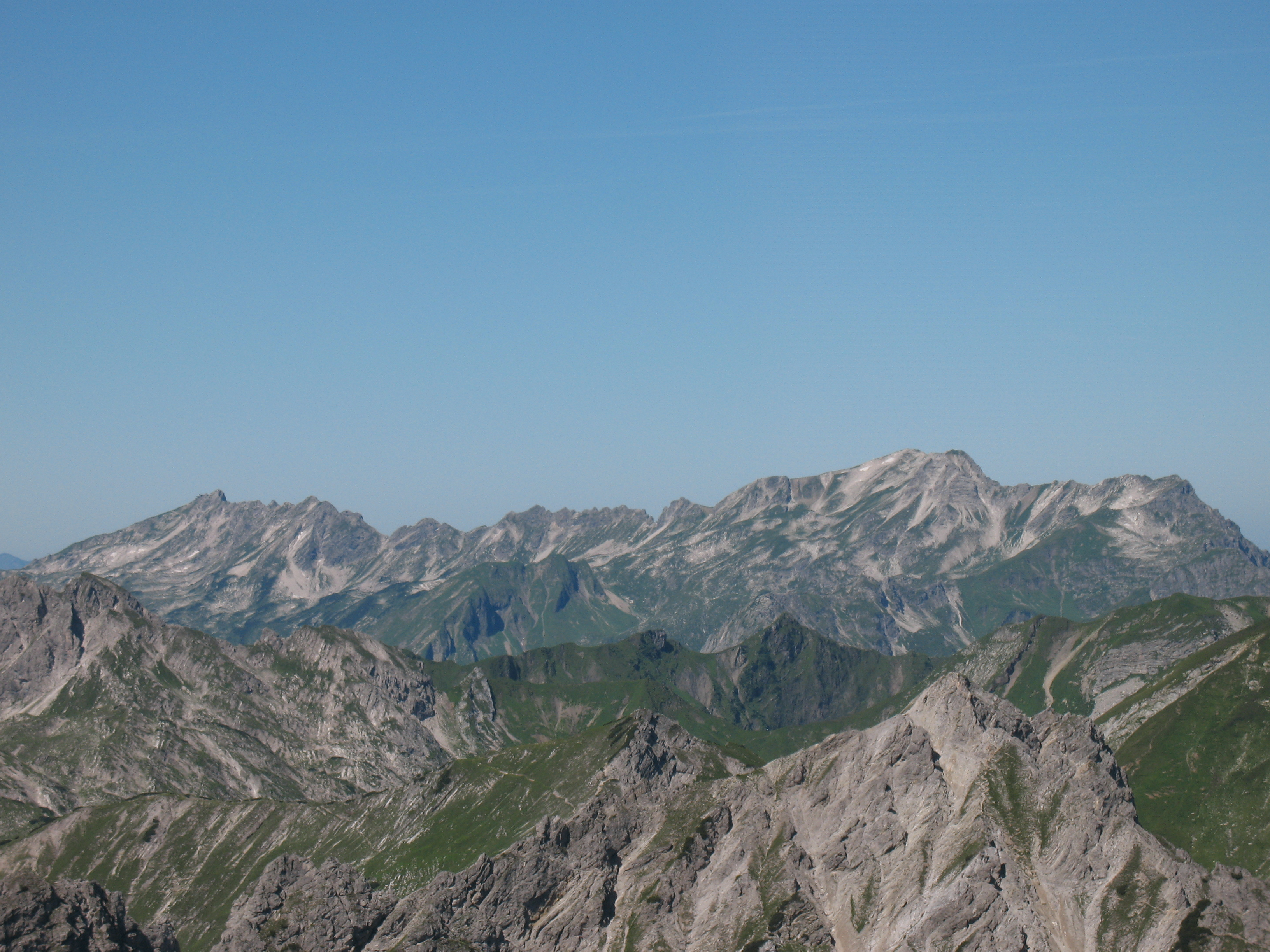
Verlauf des Klettersteigs zwischen Nebelhorn und Großem Daumen

Der Hindelanger Klettersteig ist ein anspruchsvoller Klettersteig in den Allgäuer Alpen, der am Westgrat des Westlichen Wengenkopfs (2235 m ü. NHN) beginnt und über den Großen Daumen (2280 m) zum Breitenberg (1893 m) verläuft. Der Klettersteig wurde 1973 bis 1978 von der Sektion Allgäu-Immenstadt des Deutschen Alpenvereins mit Unterstützung der Nebelhornbahn-AG ausgebaut. Zum 25-jährigen Jubiläum wurde er 2003 saniert.

## Gehzeiten
- Aufstieg von Oberstdorf zum Nebelhorn: 3 Stunden
- Vom Nebelhorn zum Großen Daumen: 3½ Stunden
- Rückweg über das Koblat: 2½ Stunden
- Fortsetzung zum Breitenberg: 2½ Stunden

## Schwierigkeit
Der Klettersteig wird als mittelschwer (B/C) eingestuft, teilweise sind ungesicherte Kletterpassagen im I. Grad zu bewältigen. Der Steig ist aber durch seine Länge (insbesondere bei Einbeziehung der Hohen Gänge) anspruchsvoll und nur mit ausreichend Trittsicherheit und Schwindelfreiheit zu begehen. Ein Klettersteigset mit Klettergurt ist zur Selbstsicherung erforderlich. Im Sommer kann sich die benötigte Zeit bedingt durch Wartezeiten an den Schlüsselstellen noch verlängern.

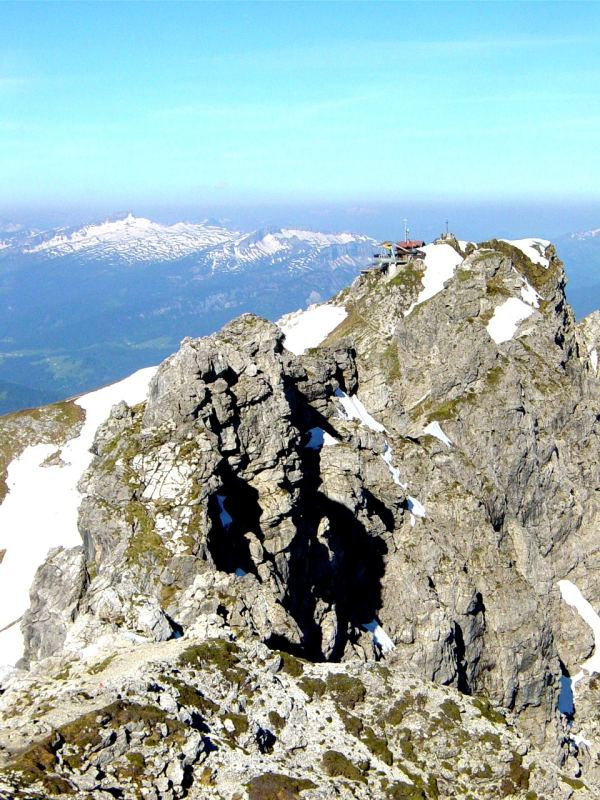
Blick vom Beginn des Hindelanger Klettersteigs zurück zum Gipfel des Nebelhorns

## Route
Wahlweise beginnt der Anstieg bereits an der Talstation der Nebelhornbahn in Oberstdorf, so dass noch 2½ Stunden Fußmarsch bis zum Edmund-Probst-Haus (1927 m), das neben der Nebelhornbahn-Bergstation liegt, zu bewältigen sind. Von da aus sind es noch rund 30 Minuten bis zum Gipfel des Nebelhorns (2224 m), die sich allerdings auch mit dem letzten Abschnitt der Seilbahn bewältigen lassen.
Der Weg vom Nebelhorn erfolgt über Gehgelände, unterbrochen von kurzen, ausgesetzten Kletterstellen. Den Einstieg des Klettersteigs stellt eine ungefähr zehn Meter hohe Leiter am Westgrat des Westlichen Wengenkopfs dar. Ab hier ist das Anlegen der Klettersteigausrüstung ratsam. Über den Gipfel des Westlichen Wengenkopfs (2235 m) führt der Steig weiter zum Östlichen Wengenkopf (2207 m). Der Gratverlauf ist durchsetzt mit Leitern, Felsscharten und einem ziemlich luftigen Gratstück, das zudem ungesichert zu überwinden ist. Dazwischen liegen zwei Notabstiege, die jeweils südöstlich vom Steig auf das Koblat münden. Dort verläuft der deutlich einfacher zu begehende Normalweg parallel zum Klettersteig.
Nach dem tiefsten Punkt des Grates geht es hinauf auf einen luftigen Turm mit anschließendem schmalen Felsband. Der Rest des Weges zum Großen Daumen verläuft unschwierig auf einem grasüberwachsenen Hang. Der Rückweg zum Edmund-Probst-Haus erfolgt in der Regel per Abstieg zum Laufbichlsee und von da südwestlich auf dem Koblat.
Der Hindelanger Klettersteig lässt sich hier auch fortsetzen. Dabei wendet man sich in Richtung Kleiner Daumen (2190 m), steigt versichert ab und überschreitet die Heubatspitze (2008 m). In deren Anschluss folgen die nochmals versicherten Hohen Gänge, bevor der Breitenberg (1893 m) erreicht wird, von wo der Abstieg nach Hinterstein den Klettersteig beendet. Für den Gesamtweg vom Nebelhorn bis Hinterstein bei Bad Hindelang sind acht bis zehn Stunden einzuplanen.

## Tödliche Unfälle
Am Hindelanger Klettersteig kommt es an einer nicht versicherten Stelle am Grat immer wieder zu tödlichen Abstürzen, auch durch geübte Wanderer.
- Tödlicher Absturz am 16. Juli 2017
- Tödlicher Absturz am 12. September 2018

## Bilder

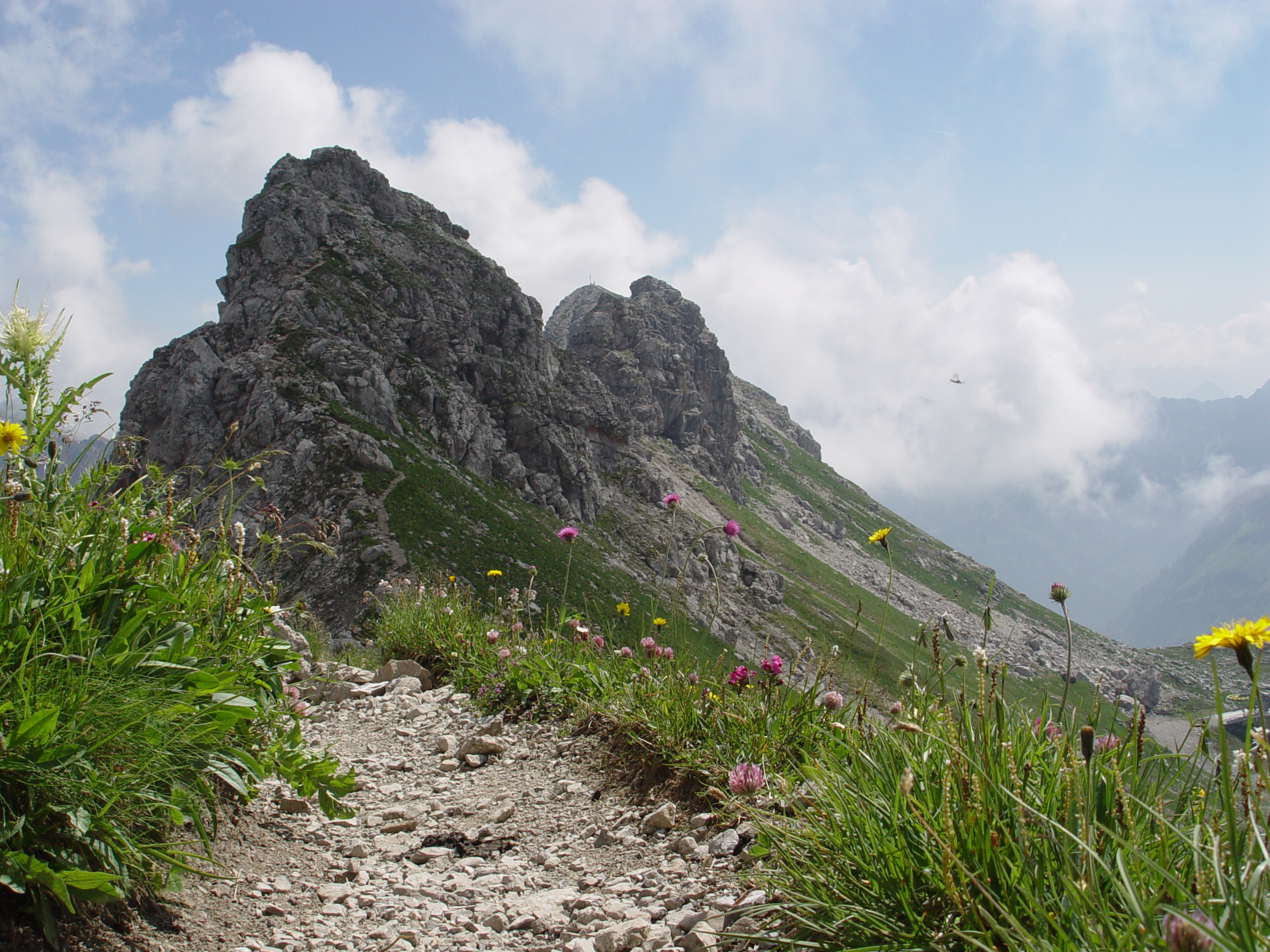
Zustieg vom Nebelhorn
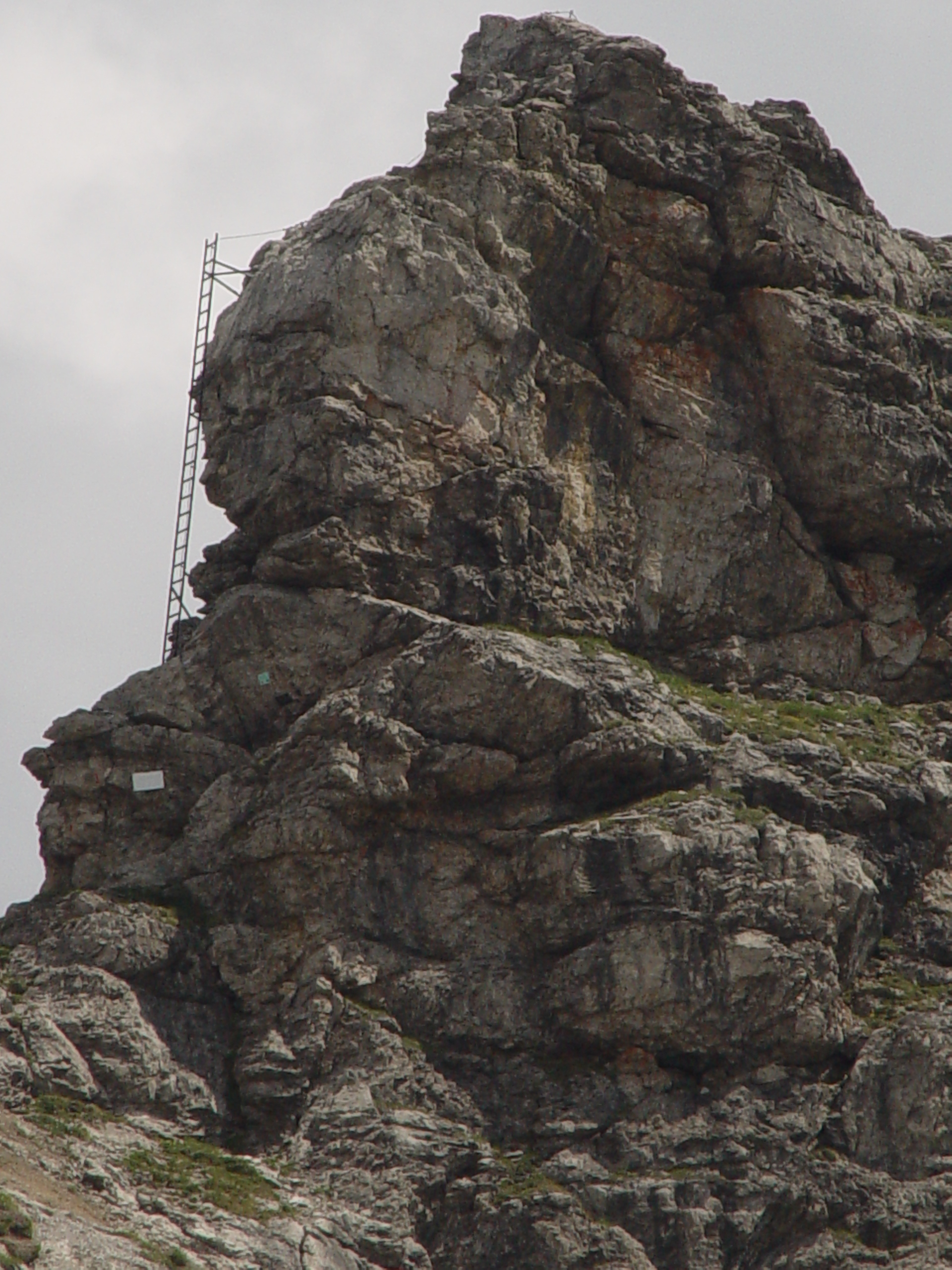
Einstiegsleiter
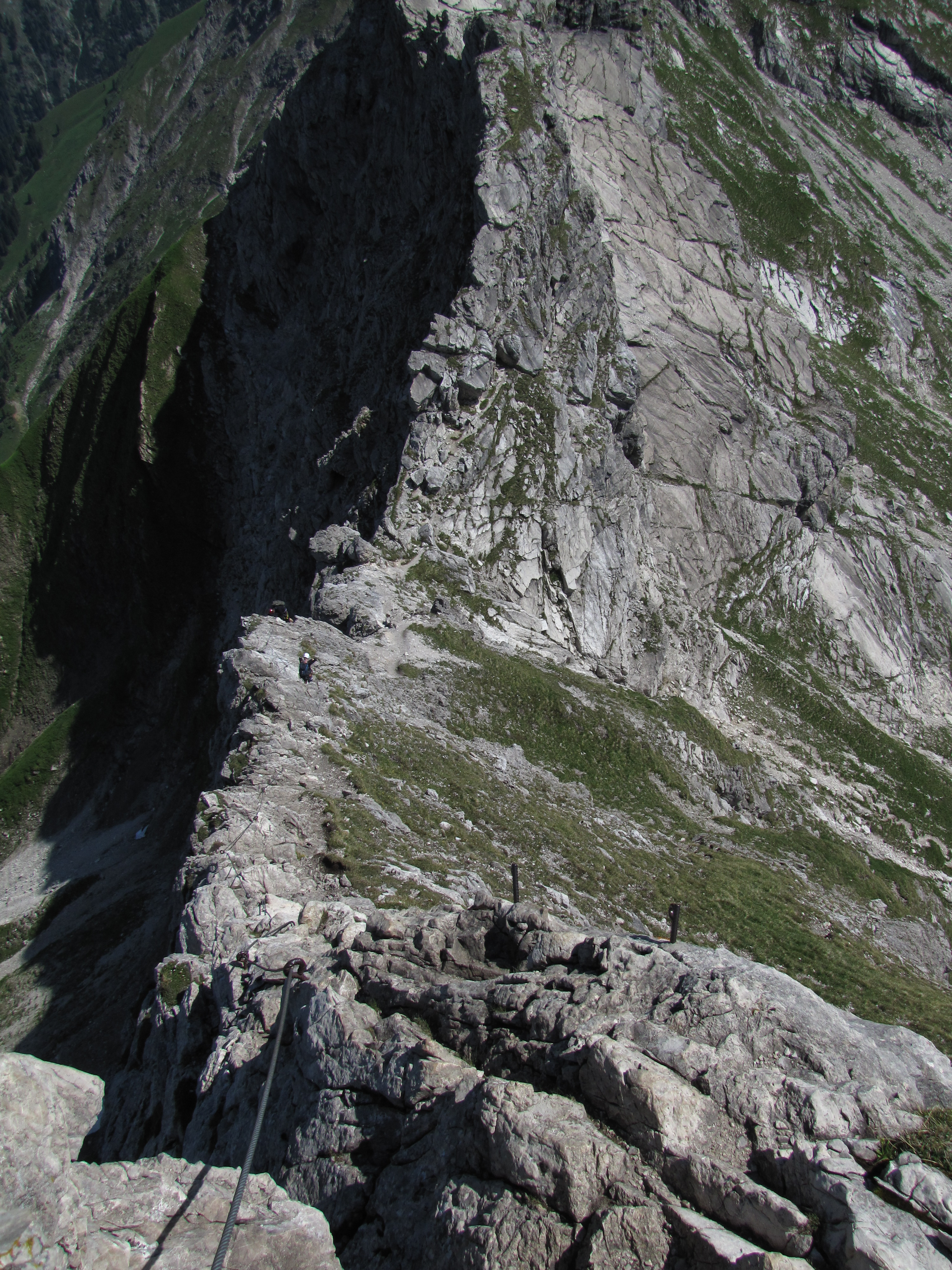
Ausgesetzter Abschnitt
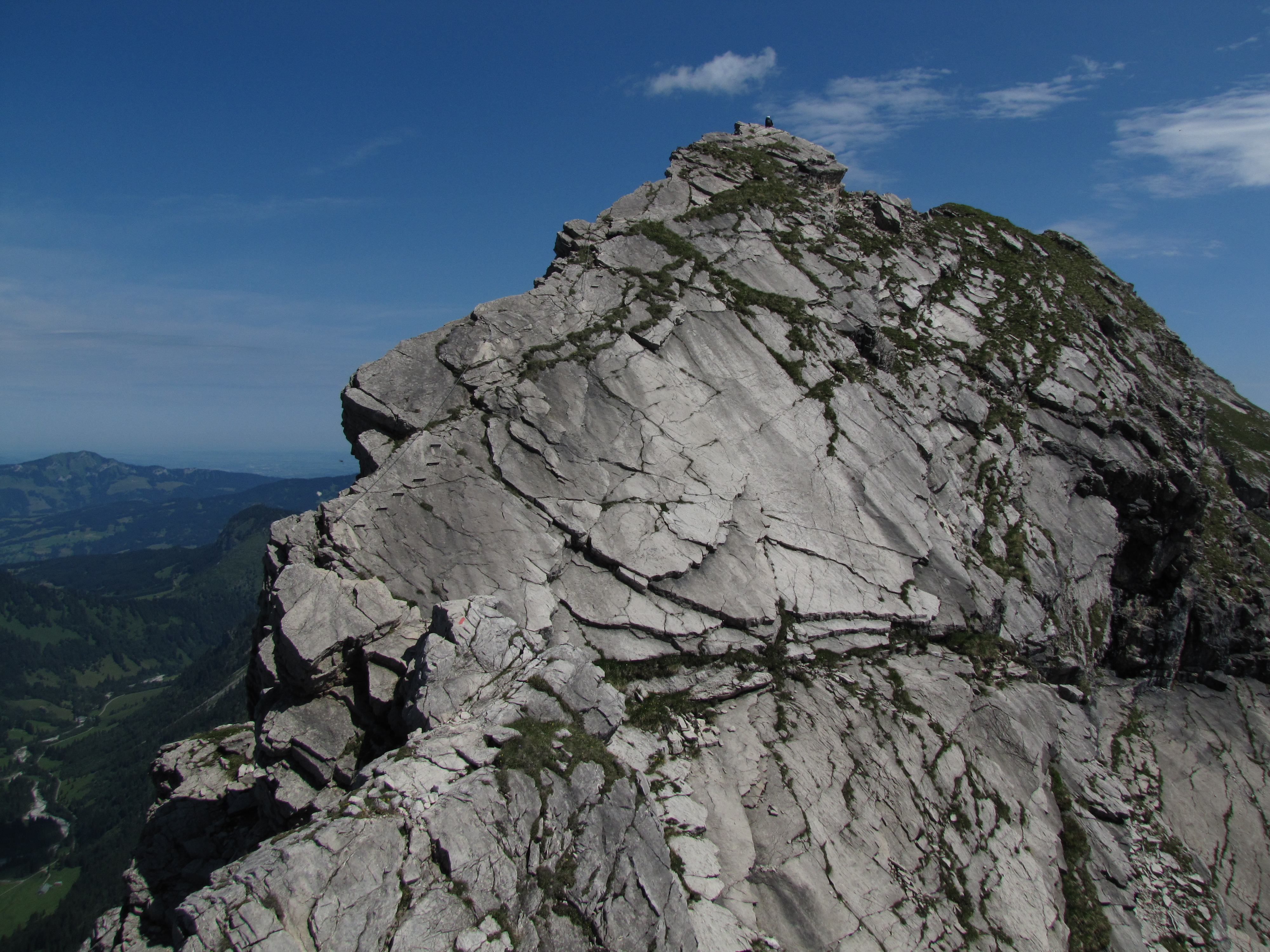
Plattenpassage